# Lötsjökapellet
Lötsjökapellet är en kyrkobyggnad i Sundbybergs församling i Stockholms stift. Kapellet ligger nära Lötsjön i östra utkanten av Sundbybergs församlings begravningsplats.

## Begravningsplatsen
Begravningsplatsen, som invigdes 1913, ligger strax väster om Lötsjön och sträcker sig mot väster och norr. I söder gränsar det till äldre villakvarter i stadsdelen Duvbo. Mellan kapellet och Lötsjön sträcker sig den breda genomfartsleden Ursviksvägen mot norr och till modern höghusbebyggelse i Hallonbergen, en annan stadsdel i Sundbyberg. Intill denna begravningsplats började Duvbo begravningsplats anläggas i början av 1920-talet. Troligen i samband med detta byggdes Duvbo kapell här. De två begravningsplatserna sammanslogs 1965.

## Kapellet
Lötsjökapellet uppfördes 1925 i tidstypisk 1920-talsklassicism. Grundplanen är rektangulär med koret vänt mot sydost, där marken sluttar starkt. Murarna av tegel slammat i gulbeige står under sadeltak med ett sirligt smitt järnkors. Västfasaden är utformad med huvudingång från en fritrappa och med antikiserande kolonner av granit under ett rundfönster. Långmurarnas fönster är höga och rundbågiga. Åren 1976–1977 utfördes en renovering. I samband härmed inreddes ett kylrum under koret. Hiss för kistor installerades. I anslutning till den och vid korets nordmur uppfördes en låg tillbyggnad, främst avsedd för dekoration av kistor.

## Omgivning
På begravningsplatsen, cirka trehundra meter nordväst om kapellet, står klockstapeln som är en öppen klockbock. Stapeln byggdes först 1982 efter ritningar av arkitektfirman Megaron AB.
Intill kapellet uppfördes 1971 en låg, glasad byggnad med väntrum och blomsteraffär.